# Nieuwe Altstadtkerk
De Nieuwe Altstadtkerk (Duits: Neue Altstädtische Kirche), ook kortweg bekend onder de naam Kerk van Altstadt, was een protestantse kerk in Altstadt, een stadsdeel van de Duitse Koningsbergen.

## Geschiedenis
De oorspronkelijke aan de Kaiser Wilhelmplatz gelegen middeleeuwse kerk werd in de jaren 1826-1828 wegens bouwvalligheid afgebroken. 
Ten noordwesten van het slot volgde in 1838 aan het Kreytzenschen Platz het leggen van de eerste steen. Op 15 oktober 1845 werd de in de stijl van de baksteengotiek gebouwde kerk in gebruik genomen. Sindsdien was het gebouw beeldbepalend voor de Junkerstraße in Koningsbergen. Het oorspronkelijke plan werd wegens de kosten in omvang verkleind, echter zonder het aantal zuilen te verminderen die daardoor een storende werking kregen.   
Een deel van de inventaris (altaar, kansel en orgel) van de oude kerk werd overgenomen.
De drie klokken uit de jaren 1469, 1622 en 1711 waren de oudste kerkklokken van Koningsbergen.
In 1895 kreeg de kerk een nieuw orgel.
De Kerk van Altstadt ondervond ernstige schade tijdens de luchtaanvallen en de Slag om Koningsbergen. De ruïne van de kerk werd in de naoorlogse tijd afgebroken. Bewaard bleven enkele zuilen die later in de ingangspoort van het Baltika-stadion werden ingebouwd.
Een hoogtepunt in de kerk was het 13 meter hoge hoogaltaar. Het omvatte houtsnijwerk van een onbekende meester uit 1606 van de kruisiging van Jezus, de apostel Johannes, Maria van Nazareth, Maria Magdalena, en de dieven Dismas en Gestas. Het hoogaltaar werd in de Tweede Wereldoorlog ontmanteld en opgeslagen in 1943 in de buurt van Arnau (Russisch: Марьино) in een schuur opgeslagen en geldt sindsdien als verdwenen. Eveneens opmerkelijk was een kroonluchter met een dubbele madonna uit circa 1500. De biechtstoelen waren ontwerpen van de Duitse beeldhouwer Isaak Riga de Jongere.